# Лахмай Валерій Іванович
Валерій Іванович Лахмай (21 січня 1970, Хмельницький) — радянський та український футболіст, який грав на позиції нападника і півзахисника. Відомий за виступами в українських клубах «Прикарпаття» у вищій та першій лізі, та «Поділля» у першій та другій лізі, а також у клубах вищого дивізіону Молдови. Після закінчення кар'єри футболіста — дитячий футбольний тренер.

## Клубна кар'єра
Валерій Лахмай народився у Хмельницькому. Розпочав займатися футболом у місцевій ДЮСШ-1. У команді майстрів Валерій Лахмай дебютував у 1987 році в команді другої ліги СРСР «Поділля» з Хмельницького, в якій грав до 1989 року. взявши участь у 100 матчах чемпіонату СРСР. У 1989 році він грав у армійській команді першої ліги «СКА Карпати» зі Львова.
З 1990 року Лахмай став гравцем команди другої ліги «Прикарпаття» з Івано-Франківська. У цій команді футболіст зіграв за два сезони 85 матчів у другій лізі. У 1991 році «Прикарпаття» зайняло друге місце в зональному турнірі другої ліги, і після проголошення незалежності України отримало місце у вищій українській лізі. Проте в першому сезоні в незалежній Україні івано-франківська команда виступила невдало, зайнявши лише 8 місце у груповому турнірі, та вибула до першої ліги. Валерій Лахмай зіграв у короткотривалому першому чемпіонаті україни 17 матчів. Наступний сезон він розпочав із командою в першій лізі, зіграв 20 матчів, і з початку 1993 року став гравцем нижчолігового польського клубу «Окоцімскі» з Бжеська, в якому грав до середини 1994 року.
З початку сезону 1994—1995 року Валерій Лахмай знову став гравцем хмельницького «Поділля», яке на цей час виступало в першій лізі. У хмельницькій команді Лахмай цього разу виступав протягом півтора року, за які зіграв 48 матчів у чемпіонаті України. Одночасно він грав у фарм-клубі команди «Адвіс» у другій лізі. На початку 1996 року футболіст перейшов до складу команди вищого дивізіону Молдови «Олімпія» з Бєльців. Протягом року в молдовському клубі Лахмай зіграв 28 матчів у вищому дивізіоні, у яких відзначився 8 забитими м'ячами. На початку 1997 року він повернувся до «Поділля», яке за підсумками сезону 1996—1997 рокув вибуло до другої ліги. До кінця 1997 року футболіст грав у складі «Поділля», а на початку 1998 року знову став гравцем команди вищого молдовського дивізіону з Бєльців, проте цього разу іншої команди — «Рома». У цій команді Лахмай зіграв 8 матчів у вищому дивізіоні Молдови, та покинув команду.
З середини 1998 року Валерій Лахмай став гравцем команди третього німецького дивізіону «Ерцгебірге Ауе». У цій команді футболіст грав до кінця 1999 року, а пізніше до середини 2003 року грав за аматорський німецький клуб «Вікторія» із Швебіш-Гмюнда. Після цього Лахмай повернувся в Україну, де протягом кількох років грав за аматорські клуби «Іскра» (Теофіполь), «Проскурів» (Хмельницький) і «Зоря» (Хоростків). У 2006 році Валерій Лахмай завершив виступи на футбольних полях.
Після завершення кар'єри футболіста Валерій Лахмай працює дитячим тренером у Хмельницькому. Він також грає у чемпіонаті хмельницької області серед ветеранів за команду «Агробізнес».